# Willard Straight

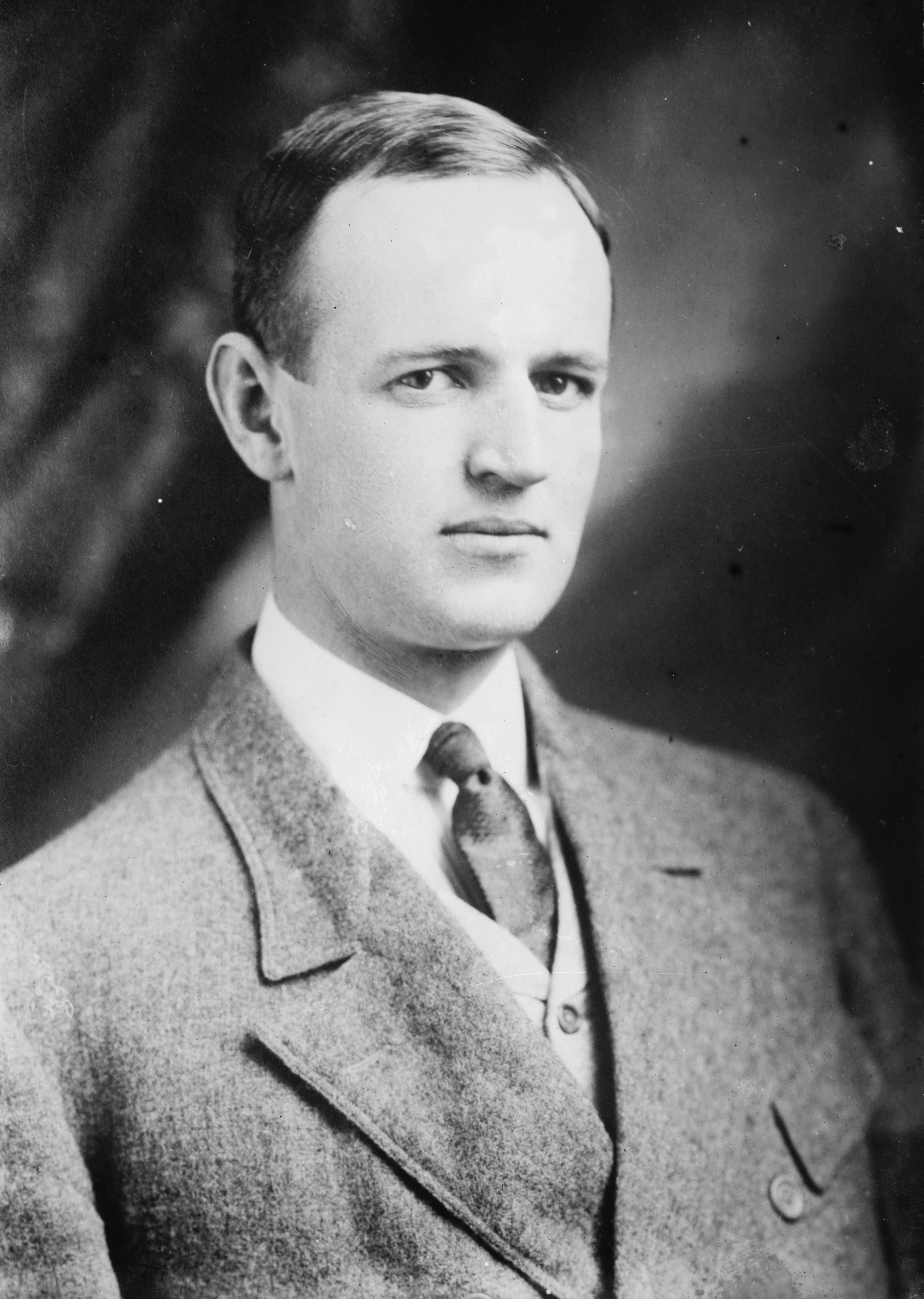
Willard D. Straight

Willard Dickerman Straight (geboren 31. Januar 1880 im Bundesstaat New York; gestorben 1. Dezember 1918) war ein US-amerikanischer Diplomat, Finanzmann und Journalist.

## Leben und Werk
Willard Dickerman Straight machte seinen Studienabschluss an der Cornell-Universität. Er ging dann nach China und arbeitete dort für den „Imperial Maritime Customs Service“. Später ging er als Korrespondent für Reuters nach Korea.
Nach einem Aufenthalt in Mukden, dem heutigen Shenyang, als Generalkonsul für die Vereinigten Staaten arbeitete Straight für das State Department in Washington, D.C. Im Jahr 1909 kehrte er nach Asien zurück, gründete in Japan die „Shikoku Loan Association“ und stellte Überlegungen zu Eisenbahnstrecken in der Mandschurei und in Nordchina an. Dabei stieß er aber auf Widerstand von Russland und Japan.
1912, kurz nach der Chinesischen Revolution, kehrte Straight in die Vereinigten Staaten zurück und arbeitete als Experte für den Fernen Osten für J. P. Morgan und Company. Interessiert an öffentliche Angelegenheiten finanziert er zusammen mit seiner Frau das Magazin New Republic.